# Iuri Filosi
Iuri Filosi durante a Handzame Classic de 2016.
Iuri Filosi, nascido em 17 de janeiro de 1992 em Brescia, é um ciclista italiano, membro da equipa Bardiani-CSF-Faizanè.

## Palmarés e classificações mundiais

### Palmarés Amador
- 2013
  - Milão-Rapallo
  - 2.º da Piccolo Giro de Lombardia
- 2014
  - Piccola Sanremo
    - 1.ª e 2. ª etapas da Volta de Bidasoa

  - Classificação geral do Giro della Pesca e Nettarina
  - 2.º da Volta de Bidasoa
  -  Medalha de prata do Campeonato Europeu em estrada esperanças
  - 3.º do Memorial Gerry Gasparotto
  - 3.º da Coppa Penna
  - 6.º do campeonato do mundo em estrada esperanças

### Palmarés profissional
- 2017
  - Grande Prêmio de Lugano

### Resultados na as grandes voltas

#### Volta a Itália
1 participação
- 2016 : fora de tempo (8. ª etapa)

### Classificações mundiais
| Ano             | 2013   | 2014  | 2015  | 2016   | 2017  | 2018  |
| UCI Europe Tour | 446.º. | 132.º | 677.º | 516.º  | 114.º | 1 222 |
| UCI Asia Tour   |        |       |       | 468.º. |       |       |